# Sommer-Paralympics 2008/Teilnehmer (Venezuela)
| stlisierte Goldmedaille | stlisierte Silbermedaille | stlisierte Bronzemedaille |
| ----------------------- | ------------------------- | ------------------------- |
| 1                       | 1                         | 2                         |

Venezuela nahm mit 35 Sportlern an den Sommer-Paralympics 2008 im chinesischen Peking teil.
Fahnenträger bei der Eröffnungsfeier war der Judoka Reinaldo Carvallo.
Die einzige Goldmedaille gewann Naomi Soazo in der Judo-Klasse bis 63 Kilogramm.

## Teilnehmer nach Sportarten

### Judo
Frauen
- Naomi Soazo, 1×  (Klasse bis 63 kg)

Männer
- Reinaldo Carvallo, 1×  (Klasse bis 81 kg)
- Marcos Falcon

### Leichtathletik
Frauen
- Tatiana del Carmen de Tovar Tatiana
- Yadira Soturno
- Irene Suarez
- Alberlis Torres

Männer
- Jesus Aguilar
- Russel Blanco
- Jose Camacho
- Marcos Castillo
- Samuel Colmenares, 1×  (400 Meter, Klasse T46)
- Eddy Contreras
- Oswaldo Cuba
- Oduver Daza *
- Manuel de la Rosa
- Fernando Ferrer *
- Rubeng Gomez
- Carlos Marquez
- Willy Martinez
- Javier Rivero
- Luis Sanchez
- Ricardo Santana *
- Jean Sevilla
- Yoldani Silva *
- Richard Torrealba
- Juan Valladares

|* Staffelwettbewerbe
| Männer 4×100 Meter Klasse T11-13 (Silber )                        |
| ----------------------------------------------------------------- |
| - Oduver Daza - Fernando Ferrer - Ricardo Santana - Yoldani Silva |

### Powerlifting (Bankdrücken)
Frauen
- Nairobys Hernandez

Männer
- Jose Chirinos

### Radsport
Männer
- Victor Garrido
- Cirio Molina

### Schwimmen
Frauen
- Belkys Mota
- Valentina Rangel

Männer
- Pedro Gonzalez

### Tischtennis
Männer
- Roberto Quijada